# 沈以鼎
沈以鼎（？—？），湖廣岳州府臨湘縣人。

## 生平
萬曆四十四年（1616年）丙辰科進士，官行人司行人。